# Stille tocht
Een stille tocht (Nederland) of stille mars (België) heeft als functie het herdenken van een persoon of gebeurtenis. Jaarlijks wordt op 4 mei in veel plaatsen in Nederland een stille tocht gehouden ter herdenking van de slachtoffers van de Tweede Wereldoorlog.
Sinds de jaren negentig worden stille tochten georganiseerd na een voorval van zinloos geweld. Een stille tocht, veelal een spontaan burgerinitiatief soms met steun van de (lokale) autoriteiten, wordt in principe door de deelnemers zwijgend volbracht met of zonder bloemen; 's avonds vaak ook met brandende kaarsjes, waxinelichtjes of fakkels.
Geregeld lopen ook politici mee. 

## Enkele stille tochten sinds 1992
- 1992, Amsterdam: Bijlmerramp
- 1996, Brussel: Zaak-Dutroux (de zogeheten Witte Mars)
- 1997, Leeuwarden: Meindert Tjoelker
- 1999, Gorinchem: Froukje Schuitmaker en Marianne Roza
- 1999, Zwaagwesteinde: Marianne Vaatstra
- 2000, Enschede: Vuurwerkramp
- 2000, Vlaardingen: Daniël van Cotthem
- 2001, Gouda: Mariëlla de Geus
- 2002, Rotterdam: Pim Fortuyn
- 2002, Venlo: René Steegmans
- 2004, Amsterdam: Anja Joos
- 2004, Leeuwarden: Manuel Fetter
- 2006, Brussel: Joe Van Holsbeeck
- 2007, Utrecht: Rinie Mulder
- 2007, Almere: Cassandra van Schaijk
- 2009, Sint-Gillis-bij-Dendermonde: Steekpartij in het kinderdagverblijf Fabeltjesland
- 2010, Dordrecht: Milly Boele
- 2011, Turnhout: Frans Rottiers
- 2011, Almelo: Ashana Wahl
- 2012, Den Haag: Ximena Pieterse
- 2012, Almere: Richard Nieuwenhuizen
- 2012, Den Haag: Rishi Chandrikasing
- 2014, Boquete: Kris Kremers en Lisanne Froon[1]
- 2014, Amsterdam: Aanslag op MH17
- 2014, Haaksbergen: Monstertruckdrama
- 2015, Den Haag: Mitch Henriquez
- 2017, Zaandam: Nick Bood
- 2017, Bunschoten: Savannah Dekker
- 2018, Amersfoort: Koen van Keulen[2]
- 2018, Hilversum: Dascha Graafsma[3]
- 2019, Den Haag: Orlando Boldewijn
- 2019, Rotterdam: Hümeyra[4]
- 2019, Utrecht: Tramaanslag in Utrecht
- 2019, Antwerpen: Julie Van Espen[5]
- 2019, Drachten: Roan Brilstra
- 2020, Hengelo: Chantal de Vries[6]
- 2020, Badhoevedorp: Bas van Wijk
- 2020, Schiedam: Alice Albuquerque
- 2020, Leuven: Sanda Dia
- 2020, Wijchen: Sebastiaan Theloosen
- 2021, Arnhem: Eduard Verhaaf
- 2021, Amsterdam: Roy Titawanno
- 2021, Hoogkerk: Dinant Paré
- 2021, Scheveningen: Renée Barendregt
- 2021, Maastricht: Tanja Groen[7]
- 2025, Schiedam: Joni
- 2025. Hoogvliet: Zaijendly Pinedo

## Luidruchtige wake
In november 2004 werd de vermoorde Nederlandse regisseur Theo van Gogh herdacht op de Dam in Amsterdam. Dit werd bewust luidruchtig gedaan, aangezien Van Goghs leven gekenmerkt werd door provocatie.